# Global RallyCross Championship
Il Red Bull Global Rallycross è il campionato di rallycross statunitense. Le gare si tengono, molto spesso, in concomitanza con la NASCAR e gli X Games. Il campionato è iniziato nel 2011.

## Piloti
I piloti più conosciuti sono Tanner Foust, Ken Block, Travis Pastrana, Marcus Grönholm, Brian Deegan, più i due ex piloti di Formula 1 e NASCAR Nelson Piquet Jr. e Scott Speed.

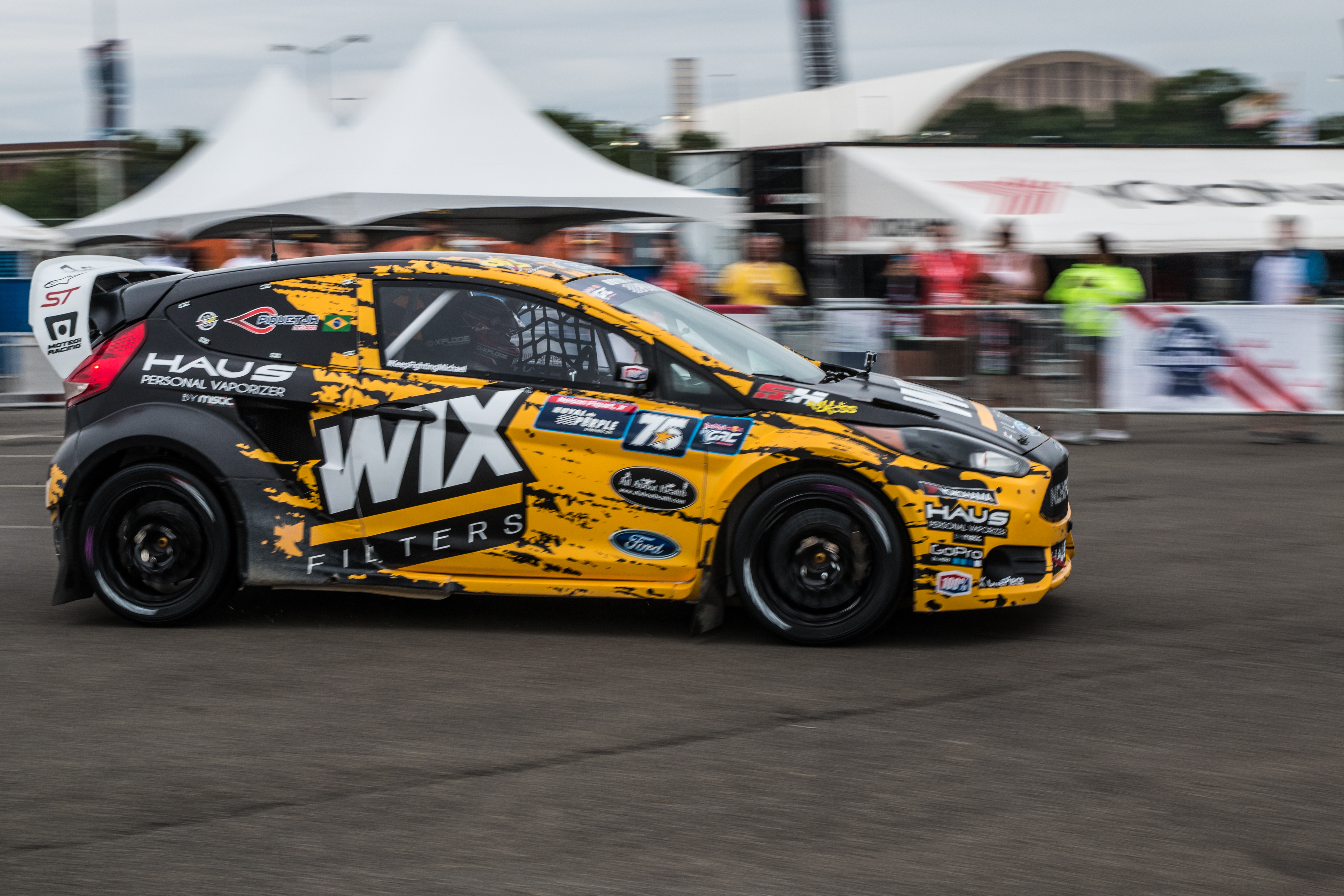
Nelson Piquet Jr.
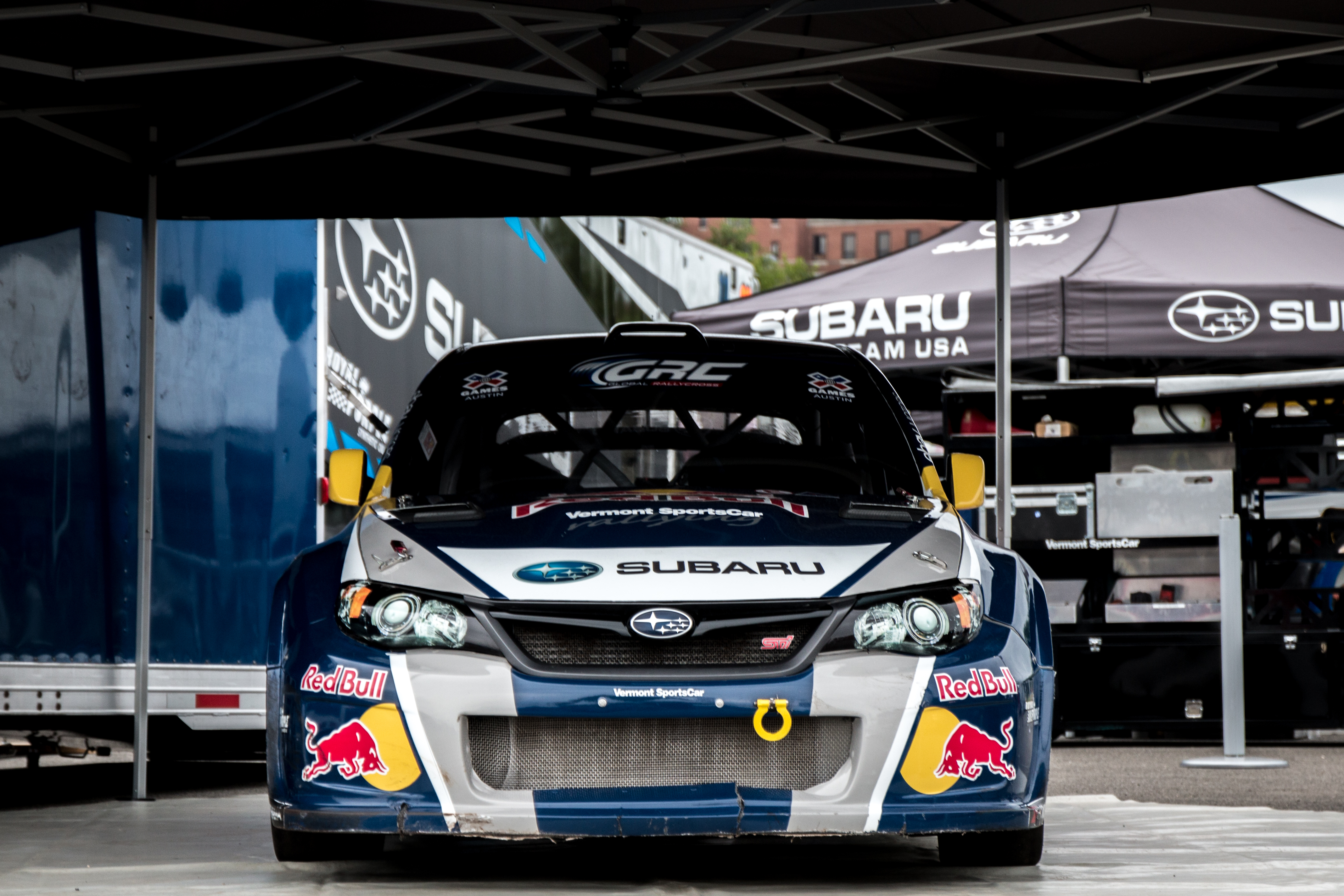
Travis Pastrana
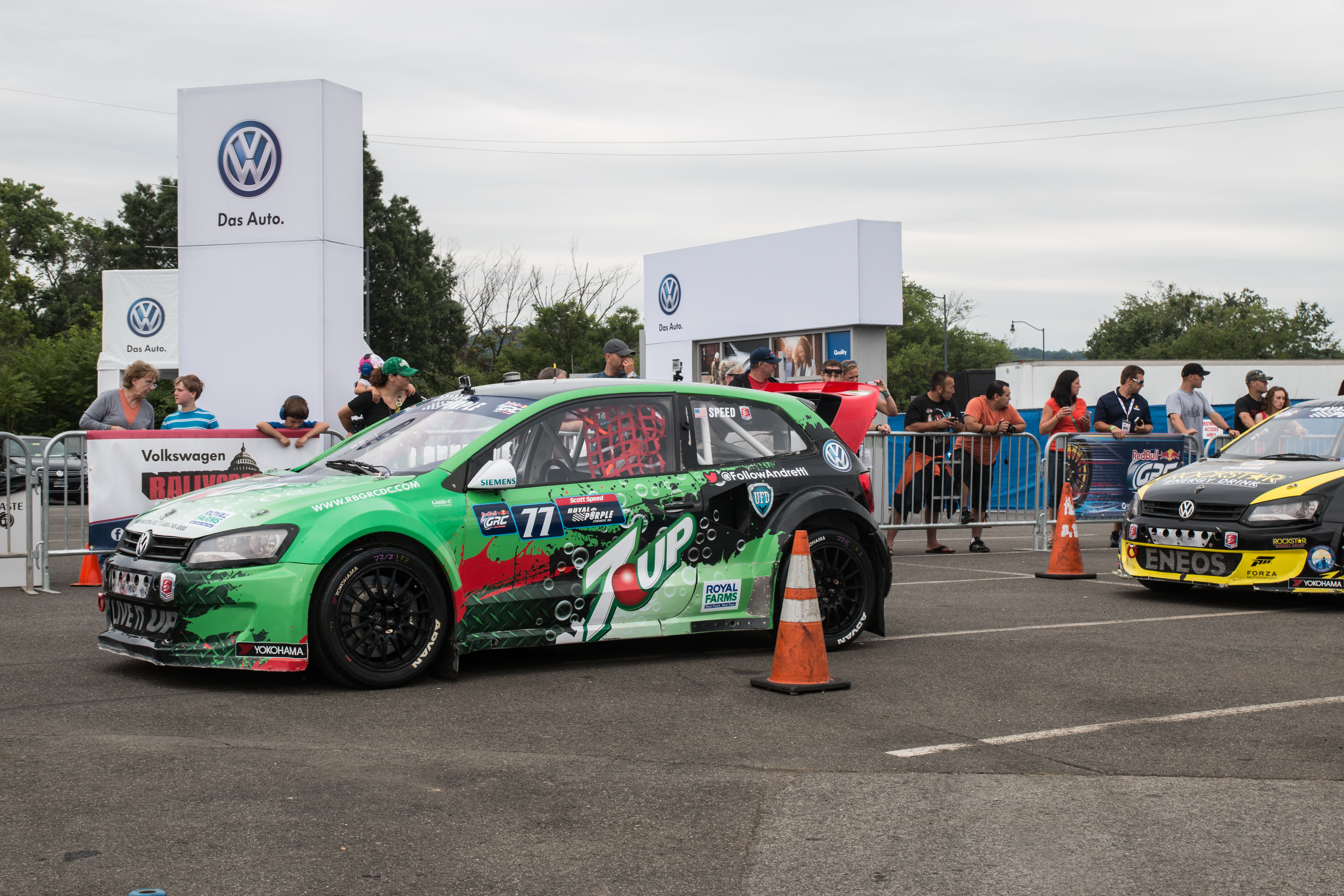
Scott Speed
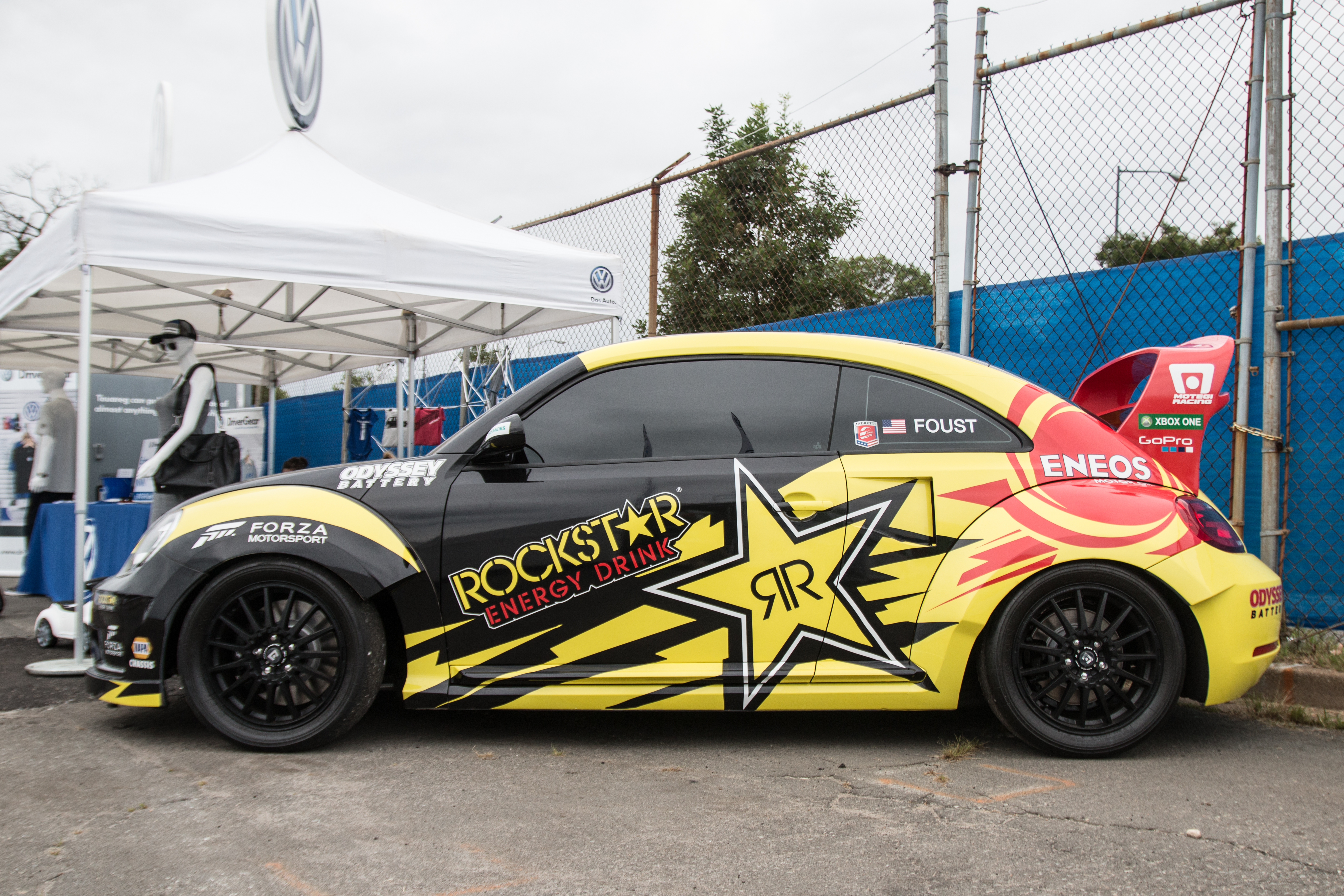
Il Maggiolino di Tanner Foust
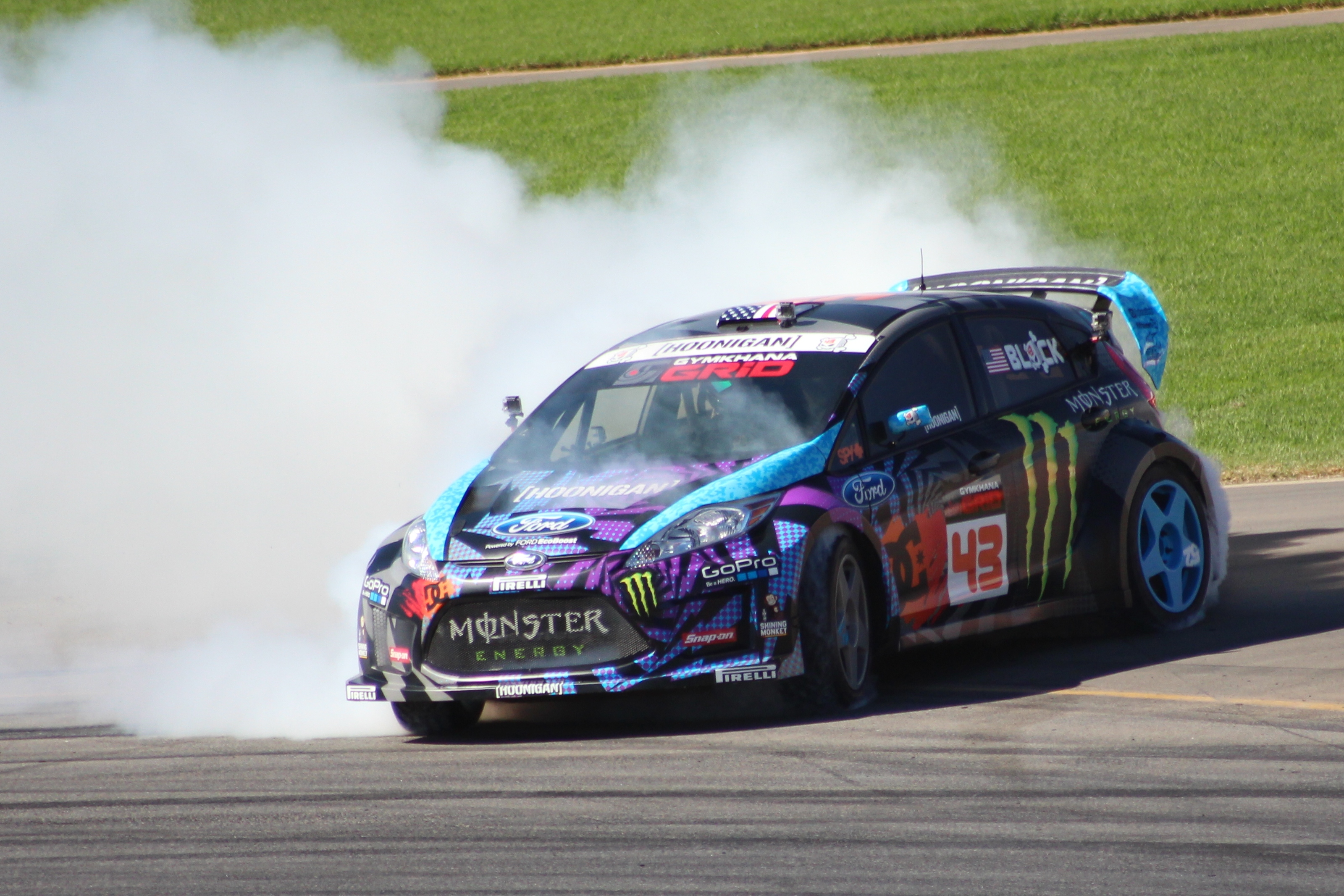
Ken Block
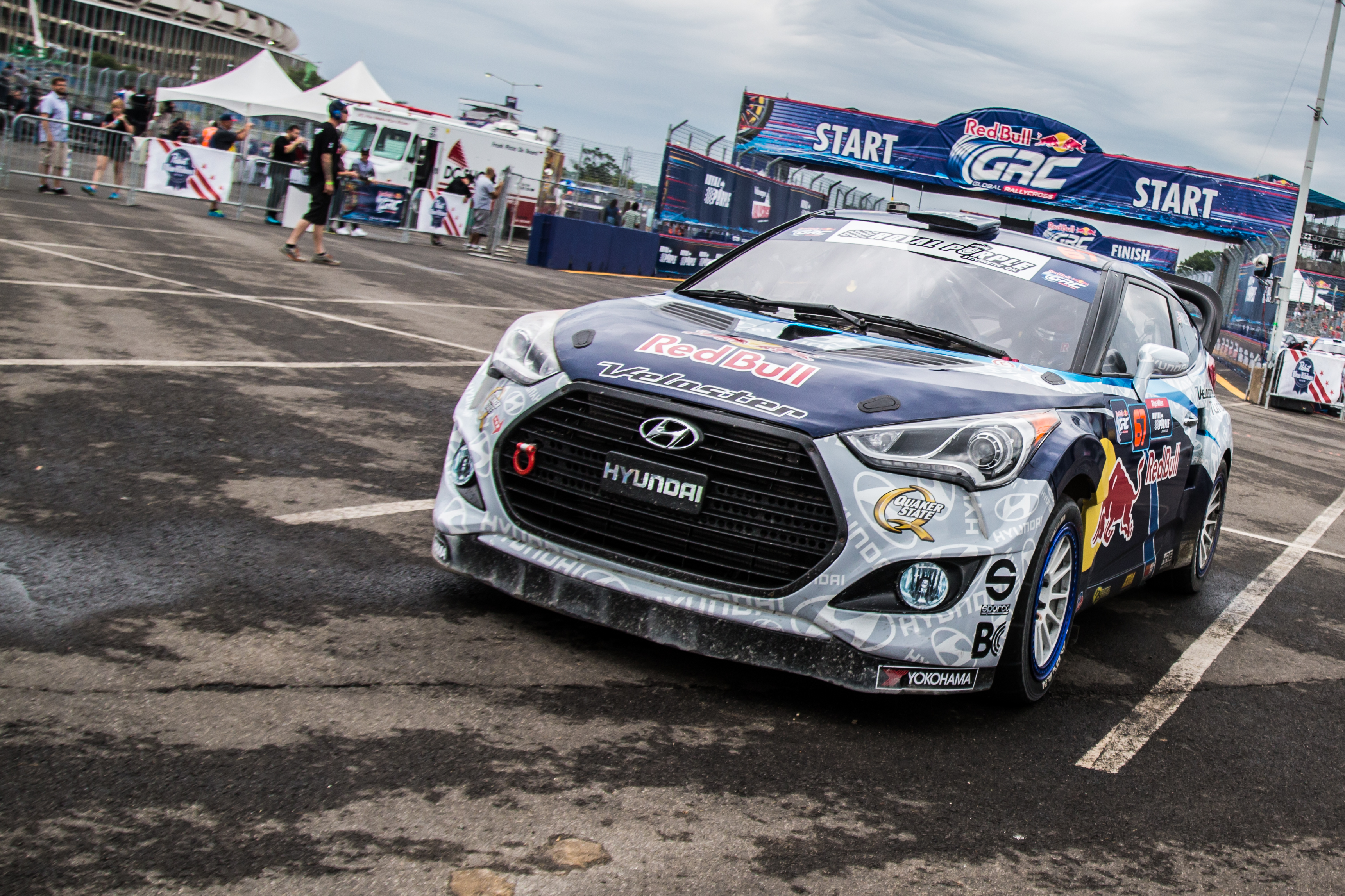
Rhys Millen

### Vincitori
| Anno | Pilota           |
| ---- | ---------------- |
| 2011 | Tanner Foust     |
| 2012 | Tanner Foust     |
| 2013 | Toomas Heikkinen |
| 2014 | Joni Wiman       |
| 2015 | Scott Speed      |
| 2016 | Scott Speed      |
| 2017 | Scott Speed      |